# Jackson County (Mississippi)
 For alternative betydninger, se Jackson County. (Se også artikler, som begynder med Jackson County)
Jackson County er et county i den amerikanske delstat Mississippi.

## Personer fra Jackson County
- Jimmy Buffett (1946-2023), sanger, født i Pascagoula[1]